# DFC Zeman Medlánky
DFC Zeman Medlánky – czeski klub piłki nożnej kobiet, mający siedzibę w mieście Brno, w południowo-wschodniej części kraju. Od sezonu 1993/94 do 2005/06 występował w rozgrywkach 1. ligi žen.

## Historia
Chronologia nazw:
- 1991: DFC Brno
- 1994: DFC Brno Medlánky
- 1997: DFC Zeman Medlánky
- 2005: FC Sparta Brno
- 2006: klub rozwiązano – po fuzji z 1. FC Brno

Kobieca drużyna piłkarska DFC Brno została założona w Brnie 1 marca 1991 roku. 1 lipca 1991 roku zasadniczo zmieniono tylko nazwę utworzonego w 1984 roku TJ Lokomotiva Ingstav Brno. Trener Miloslav Veselý oraz zawodnicy nadal zostali w nowym klubie. Drużyna kontynuowała występy w Mistrzostwach Czechosłowacji. W sezonie 1991/92 drużyna startowała w rozgrywkach I. liga ženské kopané, a w ostatnim czechosłowackim sezonie wywalczył brązowe medale I. ligi czeskiej. Od sezonu 1993/94 startowały osobne rozgrywki w Czechach i Słowacji. Latem 1994 roku klub zmienił nazwę na DFC Brno Medlánky, a w sezonie 1995/96 osiągnął swój największy sukces wygrywając wicemistrzostwo Czech. W 1997 roku klub znów zmienił swoją nazwę na cześć nowego sponsora, pana Zemana - DFC Zeman Medlánky. Ten sponsor był tak troskliwy w stosunku do kobiet, że sponsorował absolutnie wszystko dla tej kobiecej drużyny. W kolejnych sezonach drużyna zajmowała miejsca nie niżej piątego. Zawodnicy DFC Zeman Medlánky, którzy od 2002 trenowali na boisku w Brněnské Ivanovice, otrzymali ofertę od kierownictwa FC Sparta Brno, która była właścicielem boiska w Ivanovicach i do tej pory nie miała drużyny kobiecej, aby wystąpić z mistrzostwach pod ich nazwą. Piłkarki pod szyldem FC Sparta Brno grali tylko jeden sezon 2005/2006.
W 2006 roku nastąpiła kolejna nieoczekiwana zmiana nazwy kobiecej drużyny. Ówczesny klub FC Sparta Brno zmienił nazwę na 1. FC Brno w 2006 roku, czyli roku, w którym przybyły kobiety, jako nowy właściciel i sponsor. I tak w sezonie 2006/2007 kobieca drużyna zaczęła grać pod szyldem 1. FC Brno.

## Barwy klubowe, strój, herb, hymn
|  |  |  |

Klub ma barwy czerwono-biało-niebieskie. Piłkarki domowe spotkania zazwyczaj grają w białych koszulkach, czerwonych spodenkach oraz białych getrach.

## Sukcesy

### Trofea międzynarodowe
Klub nigdy nie zakwalifikował się do rozgrywek europejskich.

### Trofea krajowe
| \| \| Zdobyte trofea w rozgrywkach Czech (stan na: 31-05-2023) \| |                                                          |      |                  |
| Rozgrywki                                                         | Osiągnięcie                                              | Razy | Sezon(y)         |
| Mistrzostwo                                                       | I miejsce                                                | 0    |                  |
| Mistrzostwo                                                       | II miejsce                                               | 1    | 1995/96          |
| Mistrzostwo                                                       | III miejsce                                              | 2    | 1994/95, 2002/03 |
| Puchar                                                            | zdobywca                                                 | 0    |                  |
| Puchar                                                            | finalista                                                | 0    |                  |
| II liga                                                           | I miejsce                                                | 0    |                  |
| II liga                                                           | II miejsce                                               | 0    |                  |
| II liga                                                           | III miejsce                                              | 0    |                  |
| Czechy                                                            | Zdobyte trofea w rozgrywkach Czech (stan na: 31-05-2023) |      |                  |

### Inne trofea
- Mistrzostwa Republiki Czeskiej:
  - brązowy medalista (1): 1992/93

## Poszczególne sezony

### Rozgrywki międzynarodowe

#### Europejskie puchary
Nie uczestniczył w rozgrywkach europejskich.

### Rozgrywki krajowe
| \| Czechy \| Bilans występów klubu w rozgrywkach piłkarskich Czech (Stan na 31 maja 2023 r.) \| \| |                                                                                 |        |       |   |   |   |    |    |     |              |        |        |      |
| Poziom                                                                                             | Rozgrywki                                                                       | Sezony | Mecze | Z | R | P | B+ | B– | Pkt | Lata         | Awanse | Spadki | Naj. |
| I                                                                                                  | 1. liga žen                                                                     | 13     |       |   |   |   |    |    |     | od 1993–2006 | 0      | 0      | 2    |
| II                                                                                                 | 2. liga žen                                                                     | 0      |       |   |   |   |    |    |     |              |        |        |      |
| | Puchar Czech                                                                    | 0      |       |   |   |   |    |    |     |              | 0      | 0      |      |
| Czechy                                                                                             | Bilans występów klubu w rozgrywkach piłkarskich Czech (Stan na 31 maja 2023 r.) |        |       |   |   |   |    |    |     |              |        |        |      |

Czechosłowacja
| \| Czechosłowacja \| Bilans występów klubu w rozgrywkach piłkarskich Czechosłowacji (Stan na 31 maja 1993 r.) \| \| |                                                                                          |        |       |   |   |   |    |    |     |              |        |        |      |
| Poziom | Rozgrywki                                                                                | Sezony | Mecze | Z | R | P | B+ | B– | Pkt | Lata         | Awanse | Spadki | Naj. |
| I | 1. liga žen                                                                              | 2      |       |   |   |   |    |    |     | od 1991–1993 | 0      | 0      | 3    |
| II | 2. liga žen                                                                              | 0      |       |   |   |   |    |    |     |              |        |        |      |
| | Puchar Czechosłowacji                                                                    | 0      |       |   |   |   |    |    |     |              | 0      | 0      |      |
| Czechosłowacja | Bilans występów klubu w rozgrywkach piłkarskich Czechosłowacji (Stan na 31 maja 1993 r.) |        |       |   |   |   |    |    |     |              |        |        |      |

## Piłkarki, trenerzy, prezydenci i właściciele klubu

### Trenerzy
- 1991–2006:  Miloslav Veselý

## Struktura klubu

### Stadion
Drużyna rozgrywała swoje mecze domowe na boisku FC Medlánky - hřiště w dzielnicy Medlánky miasta Brno, a od 2002 na boisku Fotbalové centrum Brněnské Ivanovice o rozmiarach 105x68 m, który może pomieścić 800 widzów.

## Kibice i rywalizacja z innymi klubami

### Derby
- Compex Otrokovice
- FC Olomouc